# Issa (dopływ Mokszy)
Issa (ros. Исса, moksza Исса) – rzeka w Obwodzie penzeńskim i w Mordowii w Rosji, prawy dopływ Mokszy (dorzecze Oki). Długość rzeki wynosi 149 km, a powierzchnia zlewni 2350 km².
Swoje źródła ma w pobliżu miejscowości Bierieznikowskij (Obwód penzeński). Posiada trzy małe dopływy: Seitmę, Insarkę i Potiż i ponad 30 bardzo małych. Największą osadą nad tą rzeką jest Insar (Rejon insarski).